# کریم صادق
کریم صادق (پشتو: کریم خان صادق؛ زادهٔ ۲۸ فوریهٔ ۱۹۸۴) بازیکن کریکت اهل افغانستان است.